# Праліси Турбатського лісництва
Праліси́ Турба́тського лісни́цтва — пралісова пам'ятка природи місцевого значення. Об'єкт розташований на території Тячівського району Закарпатської області, на південний схід від села Лопухів. 
Площа — 161,7 га. Статус присвоєно згідно з рішенням Закарпатської обласної ради від 01.10.2020 року № 1848. Перебуває у віданні ДП «Брустурянське лісомисливське господарство» (Турбатське лісництво, кв. 3, вид. 2; кв. 4, вид. 1, 5, 6, 7; кв. 5, вид. 1, 6; кв. 36, вид. 43, 59). 
Статус присвоєно для збереження у природному стані двох ділянок пралісу. Пам'ятка природи розташована на крутосхилах північно-західної частини гірського масиву Свидовець, у басені річки Турбат (притока Брустурянки).